# 汪寶樹
汪宝树，山东省泰安县西南乡东高淤村人，祖籍安徽婺源。清朝政治人物、同进士出身。
光绪六年中进士，同年五月，著交吏部掣签，分发各省以知县即用。后任河北省饶阳县知县。在任期间大力兴修水利，曾先后收到百姓所献的万民靴和万民伞。虽屡获擢升，但在饶阳百姓的大力挽留下以四品知州品级仍任饶阳知县，逝于任上。子汪兆晟入北洋武备学堂铁路科学习土木工程，后随詹天佑修建京张铁路，修成后进入铁路局工作。